# Саблино (станция)
Са́блино — железнодорожная станция на московском направлении Санкт-Петербургского региона Октябрьской железной дороги. Располагается в посёлке Ульяновка Тосненского района Ленинградской области, на правом берегу реки Саблинки.

## История
Станция была открыта в 1851 году под названием Саблинская и относилась к III классу. Приказом МПС № 227 от 21 декабря 1850 года утверждено название станции. С 8 (20) сентября 1855 года станция в составе Николаевской железной дороги, и в 1863 году получила нынешнее название.

САБЛИНСКАЯ — станция железной дороги при речке Саблинке, число дворов — 3, число жителей: 58 м п., 6 ж. п.

Первоначально на станции было построено две каменные водонапорные башни и две деревянные высокие платформы, по обеим сторонам от путей. Согласно записи в архиве, в 1856 году построено деревянное пассажирское здание (вокзал) размером 4,6 х 3,5 саж (9,2 × 7 м). Во время правления Главным обществом российских железных дорог, с 1868 по 1893 годы, на станции сделана пристройка с одной стороны от здания, в результате деревянный вокзал увеличен, с размера 4,6 х 3,5 саж до 4,6 х 6,1 саж (9,2 × 12,2 м). Для предохранения пассажиров, ожидающих прибытия и отправления поездов, в 1893 году, на платформах строятся деревянные, крытые железом и обшитые с трёх сторон навесы.
До 1890 года был устроен и разобран подъездной путь в каменоломню.
В 1902 году от станции была построена коллежским асессором Иваном Тырином линия до деревни Кирсино в балластный карьер длиной 22,4 версты. В 1913 году линию продали торговому дому «Прево».
В 1906–1909 годах около станции был построен стекольный завод братьев Франк.
С 1915 года началось строительство линии Мга — Лисино (Новолисино) и часть подъездного пути, от поста 21 версты до Пустыньки, включили в состав данной линии. В 1918 году для спрямления линии был уложен от станции Саблино до поста 21 версты новый южный путь, а старый северный разобран, устои моста сохранились до наших дней, в этом же году подъездной путь и карьер национализирован. В годы гражданской войны по линии возили дрова. До 1923 года были организованы пассажирские перевозки. В начале 1960-х годов линию от Пустынки до Кирсино разобрали.
С 27 февраля 1923 года станция в составе Октябрьской железной дороги. Приказом НКПС № 1028 от 20 августа 1929 года станция в составе Октябрьских железных дорог. С 1936 года станция в составе Октябрьской железной дороги.
В 1975 году присвоен новый код ЕСР № 06062. В 1982 году станции присвоен код Экспресс-2 № 34149. В 1985 году станция получила новый код АСУЖТ (ЕСР) № 031333. В 1994 году станция получила новый код Экспресс-3 № 2004149.
Здание вокзала расположено между вторым и третьим путями, в нём находятся билетные кассы и зал ожидания. У северо-западного конца платформы расположен надземный пешеходный переход, около него — стоянка маршрутных такси.
На станции останавливаются большинство электропоездов, проходящих через неё. Электропоезда из Санкт-Петербурга прибывают к первой платформе, электропоезда на Санкт-Петербург — ко второй. От станции отходит путь примыкания на блок-пост 22-й км линии Мга — Стекольный. От станции проложен подъездной путь к ООО «Неруд» (Титран-Форекс).

## Фотографии

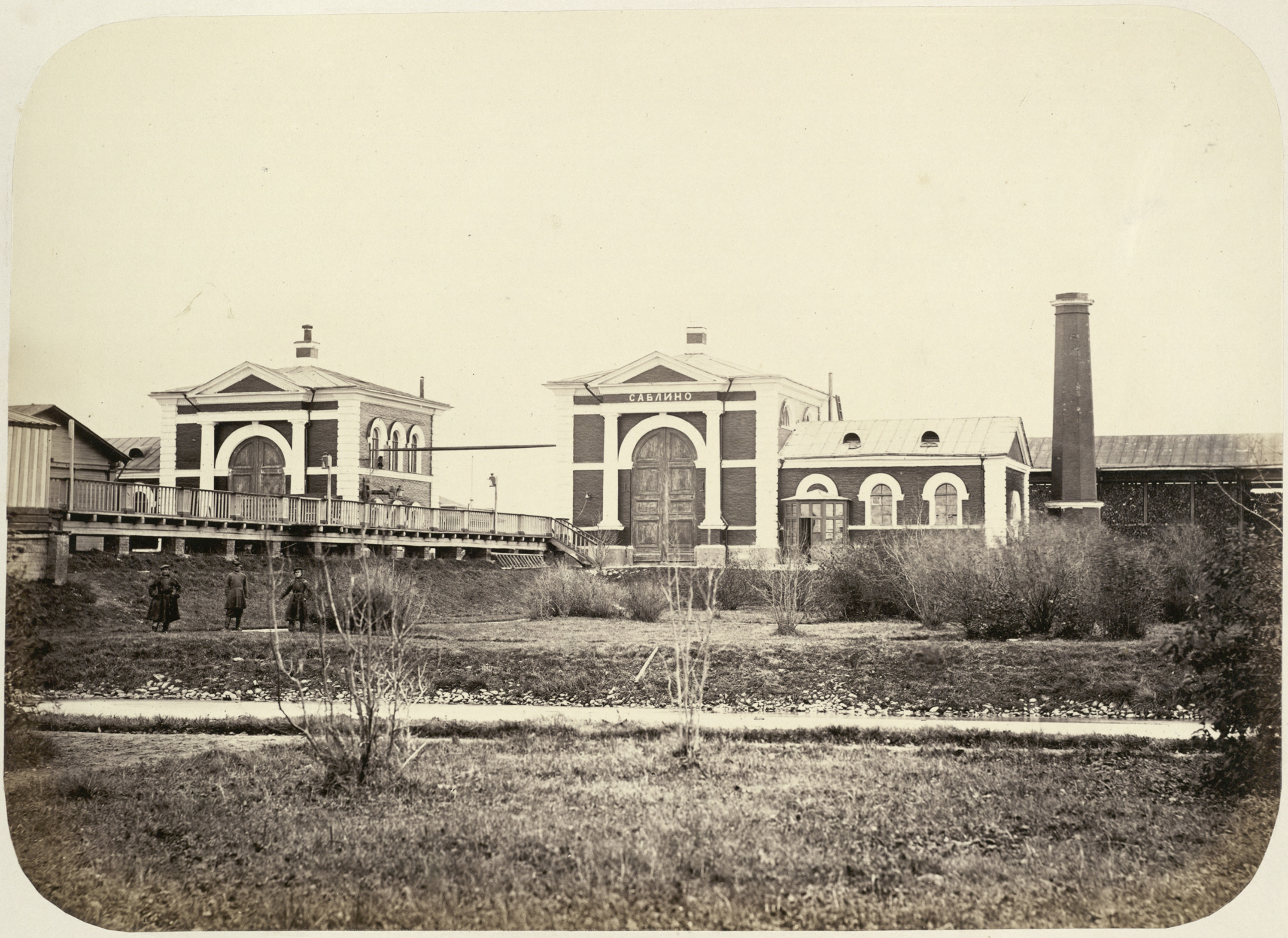
Станция Саблино. Около 1860 года
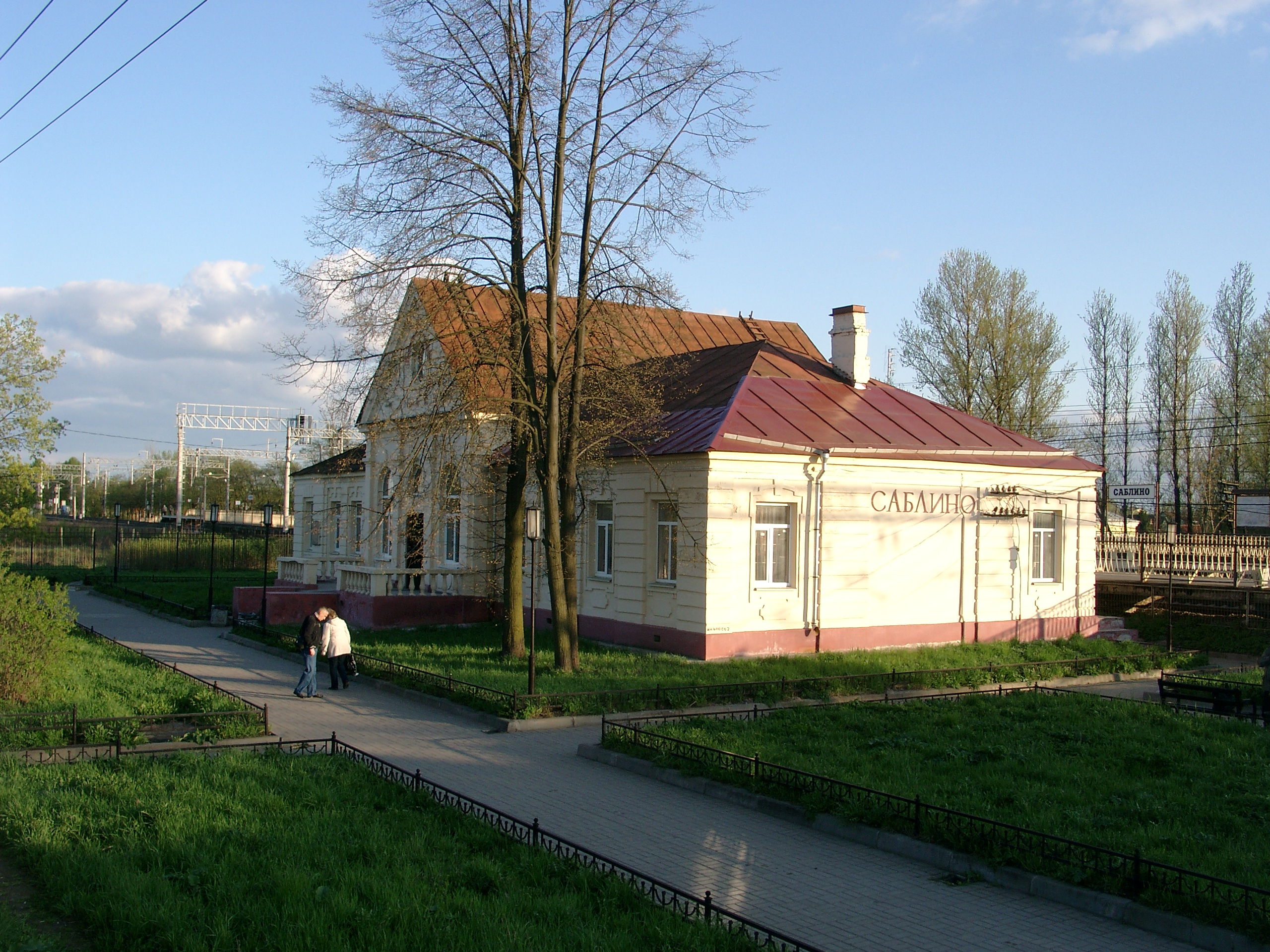
Современное здание вокзала с залом ожидания и билетными кассами
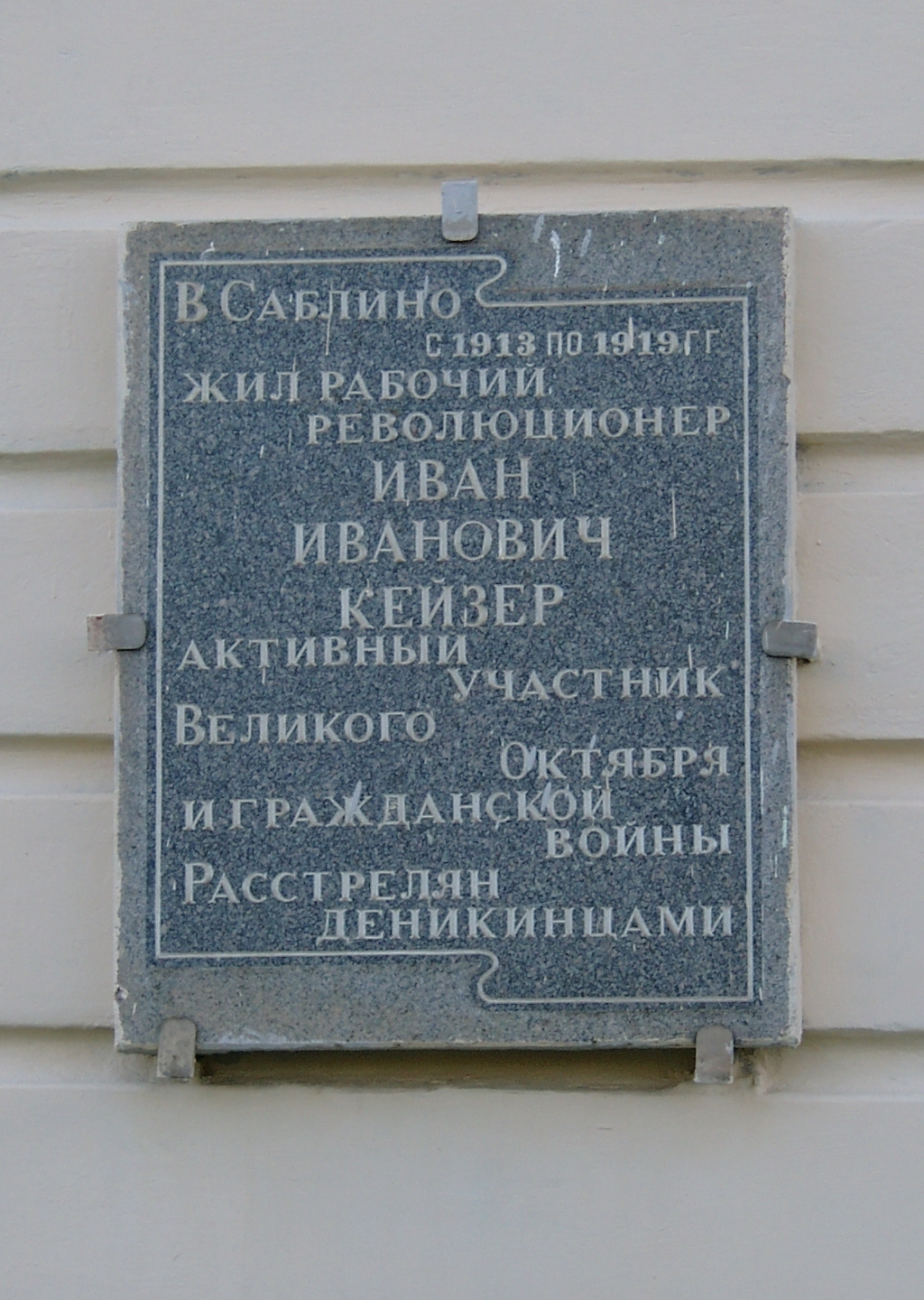
Мемориальная доска революционеру И. И. Кейзеру на здании вокзала
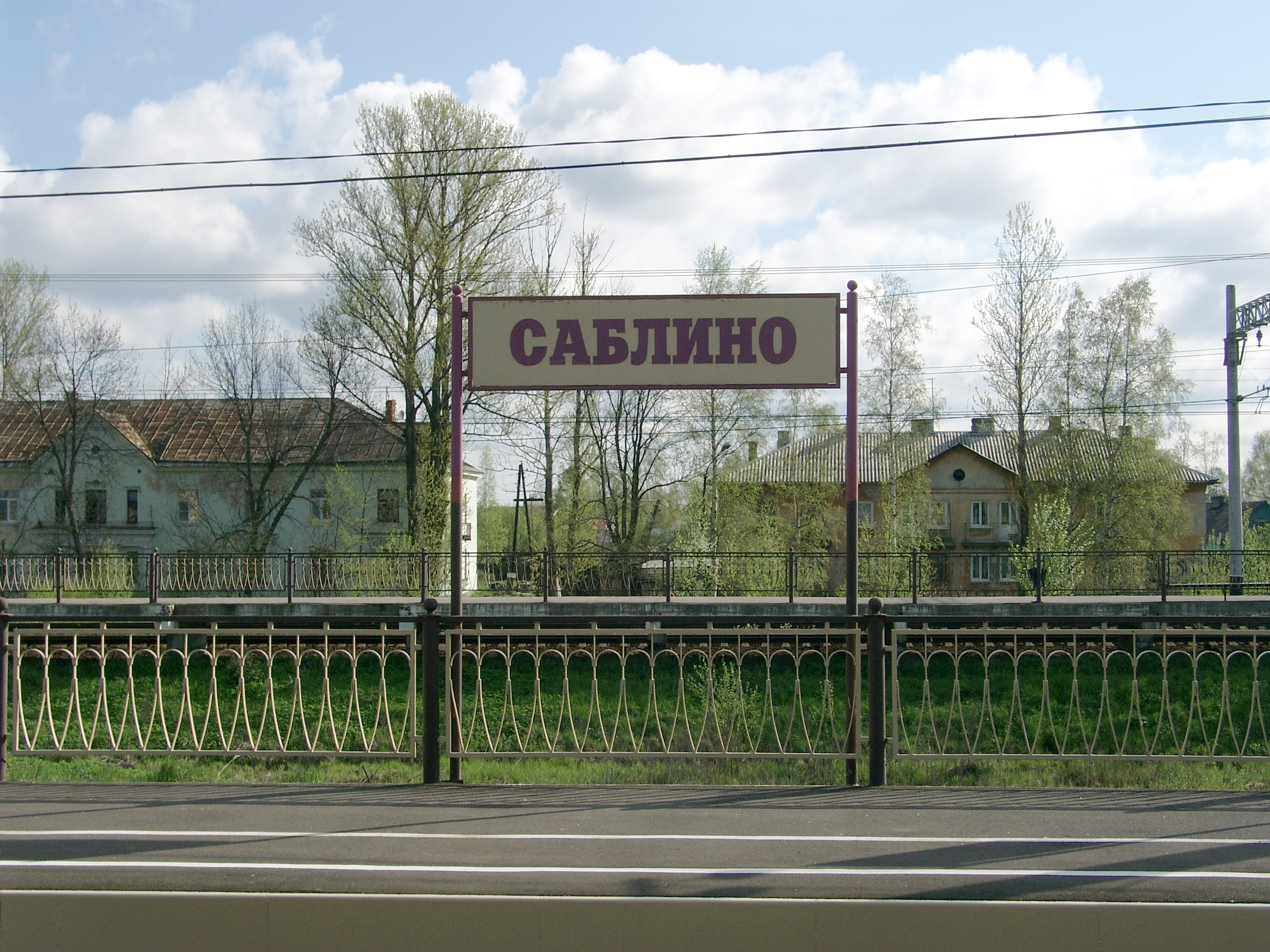
Указатель с названием станции
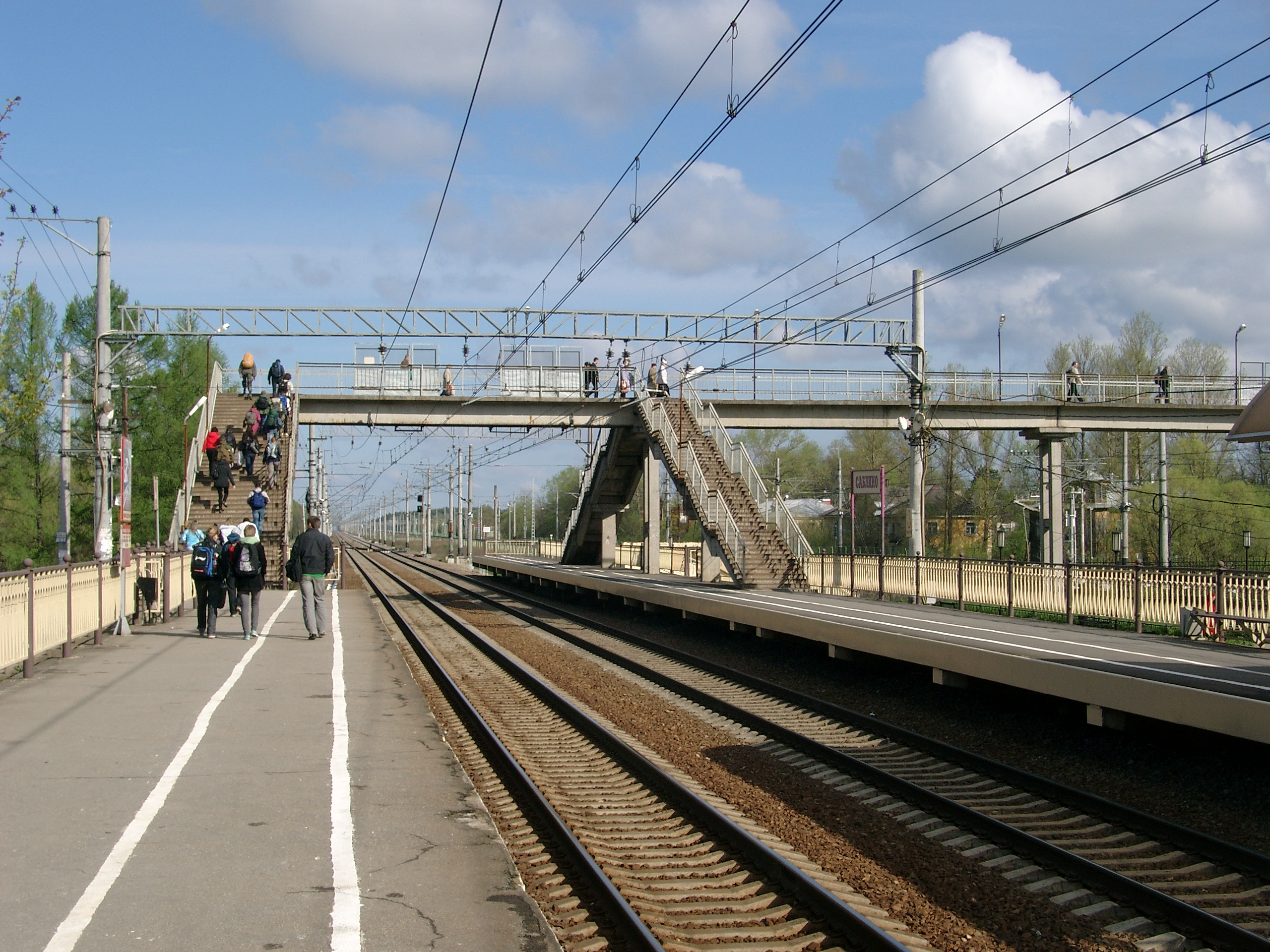
Надземный пешеходный переход над платформами
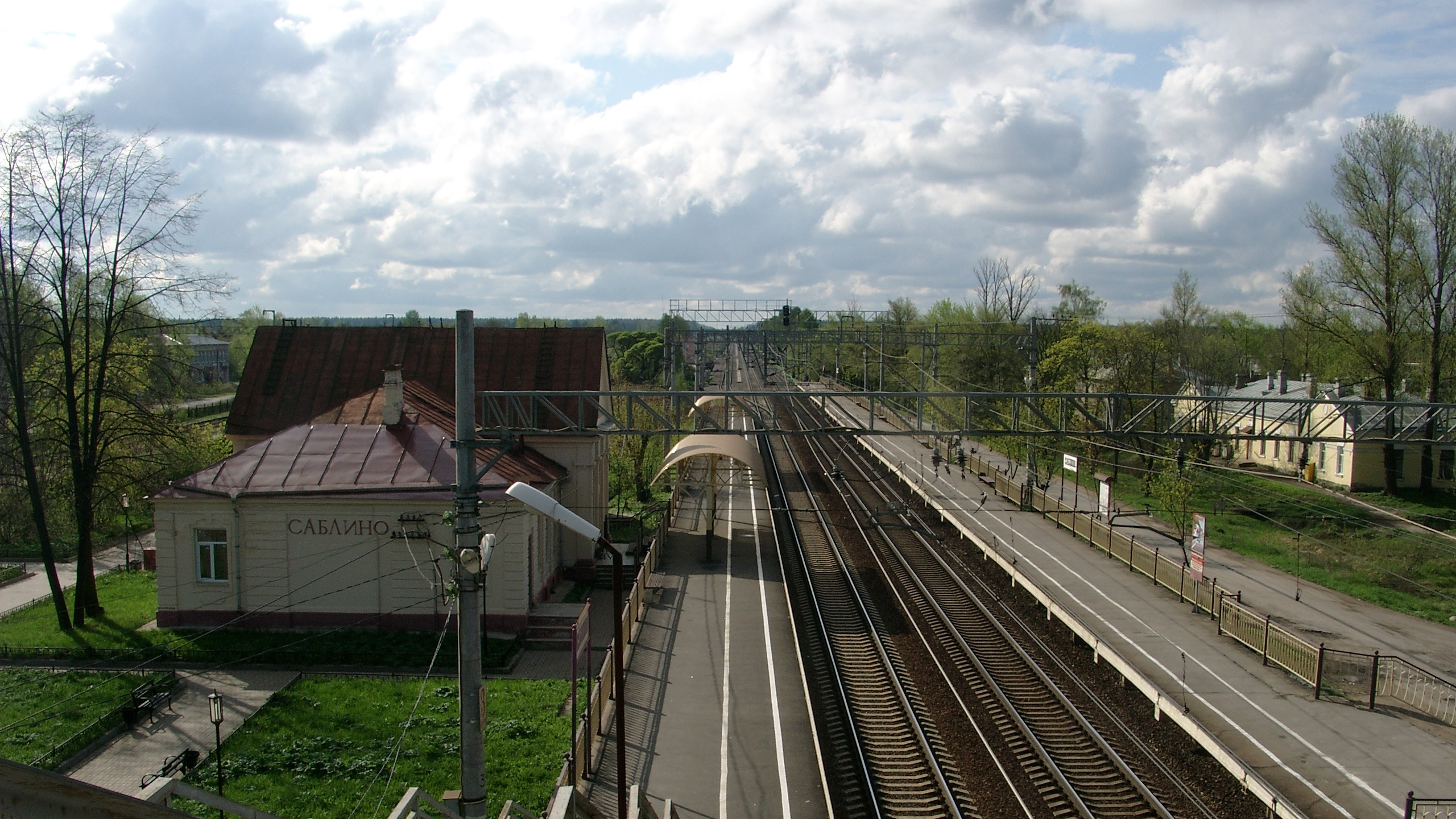
Вид с надземного перехода на юго-восток, в сторону платформы Тосно II
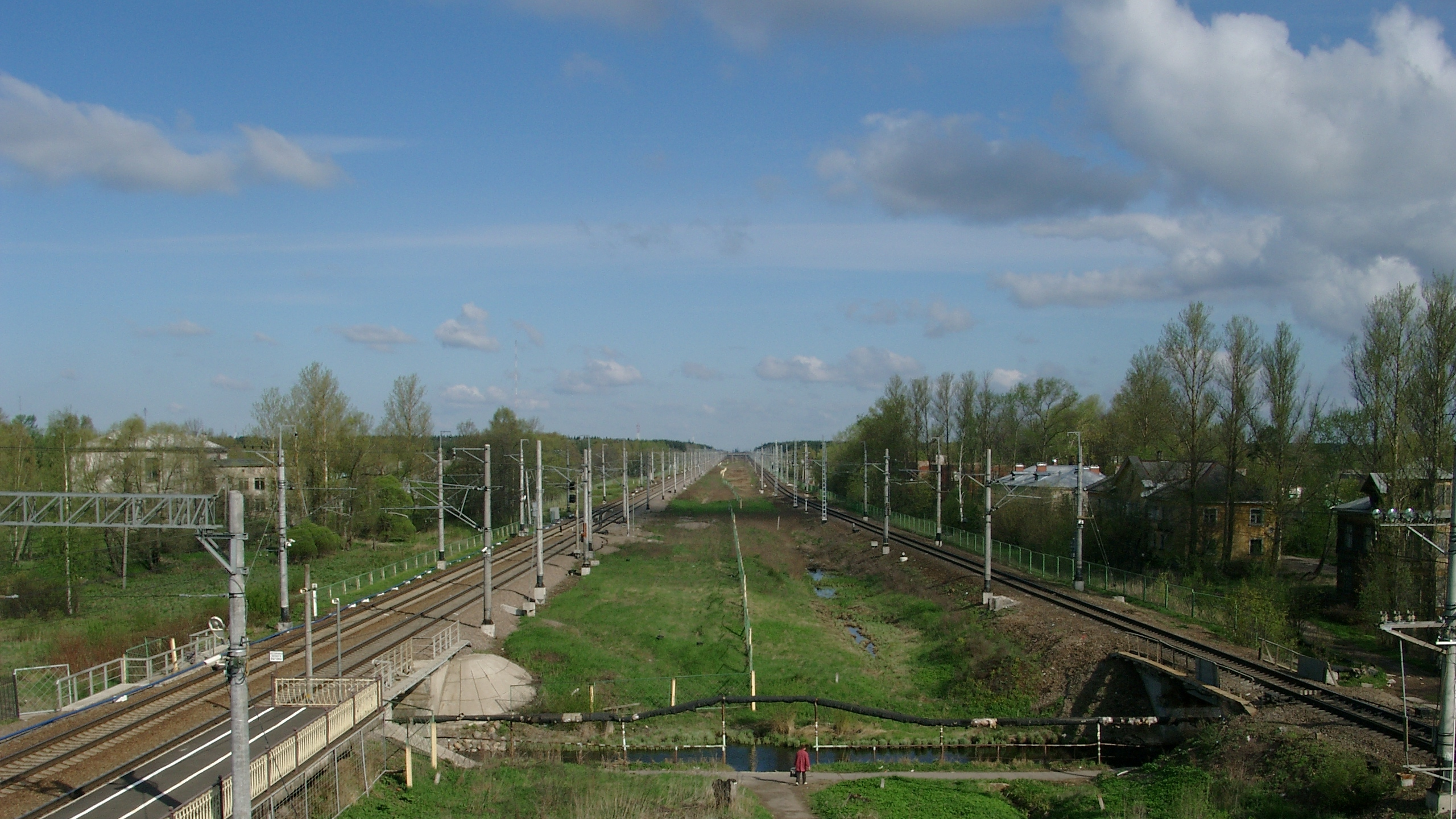
Вид с надземного перехода на северо-запад, в сторону платформы Поповка